# Secret Obsession
Secret Obsession és una pel·lícula de thriller psicològic dirigida per Peter Sullivan i protagonitzada per Brenda Song, Mike Vogel i Denis Haysbert. Fou estrenada el 18 de juliol del 2019 per Netflix.

## Sinopsi
En plena nit de tempesta, una dona alertada intenta fugir d'un assassí i l'atropella un cotxe. Quan desperta a l'hospital, pateix amnèsia i descobreix el seu marit...

## Repartiment
- Brenda Song com a Jennifer Allen
- Mike Vogel com a Russell Williams / Ryan Gaerity, un impostor
- Dennis Haysbert com el detectiu Frank Page
- Ashley Scott com a mestre d'infermeria
- Paul Sloan com a Jim Kahn
- Daniel Booko com a Russell Williams, el marti de debò de la Jennifer
- Scott Peat com a Ray
- Blair Hickey com a Scott
- Michael Patrick McGill com el capità Fitzpatrick
- Casey Leach com a Charlie
- Jim Hanna com el doctor East
- Ciarra Carter com l'infermera de l'escriptori
- Eric Etebari com a Xander
- Kati Salowsky com el caixer
- Jennifer Peo com la mare